# آيت بوطيب (أولاد سعيد الواد)
آيت بوطيب هو دُوَّار يقع بجماعة أولاد سعيد الواد، إقليم بني ملال، جهة بني ملال خنيفرة في المملكة المغربية. ينتمي الدوّار لمشيخة أولاد سعيد الواد التي تضم 10 دواوير. يقدر عدد سكانه بـ 14 نسمة حسب الإحصاء الرسمي للسكان والسكنى لسنة 2004.

## وصلات خارجية
- البوابة الوطنية للجماعات الترابية
- المندوبية السامية للتخطيط